# 鋼琴木馬
《鋼琴木馬》（别名：鋼琴密碼之駭客公敵）。由吕祖松執導的台灣電影，並由張默、林逸欣、尤秋興和顏志琳等人主演。本片在2013年5月10日上映。這也是亞洲首部駭客電影。另外電影主題曲“奉陪”，收錄於動力火車2013年3月29日最新專輯“光”。

## 劇情大綱
《鋼琴木馬》故事圍繞鼓浪嶼展開，場景多，人物複雜，所以節奏也非常緊湊。最值得一提的是，全片是一個駭客電影，但是影片開始卻是一段由連凱和張錚擔綱主演的民國戲，從劇照看來，頗有《色戒》的“范兒”。現代戲部分，男主角阿明是一名生活在鼓浪嶼駭客高手。一天，他發現了身邊的驚天祕密，並由這些祕密引發了一系列案件，於是，警方介入追捕阿明，國際恐怖組織也到處追捕阿明，阿明陷入層層的迷霧之中，整個揭密過程充滿了愛情的突變和生死的抉擇。雖然這部影片中融入了大量推理、懸疑、動作、追逐等劇情，但是導演呂祖松依舊將影片定位為愛情電影。
編劇兼聯合導演崔斯偉介紹:“一首曲子貫穿了兩個年代在兩個年代都發揮了巨大的作用對兩段愛情都發揮了巨大的作用”。

## 主要演員介紹
| 演員   | 角色   | 背景                                 |
| ------ | ------ | ------------------------------------ |
| 張默   | 王阿明 | 男主角，玩世不恭的駭客外加宅男。     |
| 林逸欣 | 李清子 | 女主角。                             |
| 安澤豪 | 徐東輝 | 反派人物，外表儒雅，骨子里透着邪氣。 |
| 尤秋興 | 殺手   |                                      |
| 顏志琳 | 殺手   |                                      |
| 金鵬   | 陳加州 |                                      |
| 劉通   | 阿康   |                                      |
| 連凱   | 黃燦森 | 民國時期的主角。                     |
| 張錚   | 李萊亞 | 民國時期的主角。                     |